# Take My Breath Away (album)
Take My Breath Away är brasilianska DJ och technoproducenten Gui Borattos andra album. Skivan släpptes 2009 på tyska skivbolaget Kompakt.

## Låtlista
1. Take My Breath Away - 6:45
2. Atomic Soda- 8:48
3. Colors - 4:00
4. Opus 17 - 6:59
5. No Turning Back - 7:45
6. Azurra - 4:59
7. Les Enfants - 4:05
8. Besides - 4:18
9. Ballroom - 9:07
10. Eggplant - 6:50
11. Beautiful Life - 8:31
12. Godet - 4:13